# Henryk Żebrowski (dyplomata)
Henryk Żebrowski (ur. 21 listopada 1924 w Piotrkowie Kujawskim, zm. 17 czerwca 2017 w Warszawie) – polski polityk i dyplomata, ambasador w Iraku (1976–1981). 

## Życiorys
Pochodził z rodziny chłopskiej. W latach 1942–1945 pracował przymusowo w Niemczech. Po wojnie osiadł w Malborku, gdzie zaangażował się w działalność lokalnych struktur Polskiej Patii Socjalistycznej, a następnie Polskiej Zjednoczonej Partii Robotniczej. Był instruktorem organizacyjnym (1948–1949) oraz II sekretarzem (1949–1950) Komitetu Powiatowego w Malborku, a także I sekretarzem Komitetu Powiatowego w Kwidzynie (1950–1951).
W latach 1951–1953 był słuchaczem w Szkole Partyjnej przy KC PZPR. Po jej ukończeniu został instruktorem propagandy, a od 1956 starszym instruktorem w Wydziale Propagandy i Agitacji Komitetu Centralnego PZPR. W 1963 przeszedł na tożsame stanowisko w Wydziale Zagranicznym. W 1968 wyjechał do pracy w ambasadzie w Pradze na stanowisku radcy w stopniu ministra pełnomocnego. Po powrocie w 1973 został zastępcą kierownika Wydziału Zagranicznego KC PZPR. W 1976 objął stanowisko ambasadora w Iraku, z akredytacją także na Kuwejt, które pełnił do 1981.
Syn Władysława i Czesławy (albo Cecyli z domu Pipczeńska). Z żoną Franciszką z domu Leszczyńska (1925–1987) miał dwoje dzieci.
Pochowany na Cmentarzu Komunalnym Północnym w Warszawie.

## Odznaczenia
- Złoty Medal „Za umacnianie przyjaźni między narodami”(inne języki) (NRD, 1974)[6]
- Złoty Medal "Za zasługi w rozwoju przyjaźni i współpracy z CSRS" (Czechosłowacja, 1973)[7]